# Colonia Agrícola, Paso del Macho
Colonia Agrícola är en ort i Mexiko.   Den ligger i kommunen Paso del Macho och delstaten Veracruz, i den sydöstra delen av landet, 250 km öster om huvudstaden Mexico City. Colonia Agrícola ligger 660 meter över havet och antalet invånare är 212.
Terrängen runt Colonia Agrícola är varierad. Runt Colonia Agrícola är det ganska tätbefolkat, med 155 invånare per kvadratkilometer. Närmaste större samhälle är Córdoba, 19,4 km sydväst om Colonia Agrícola. Trakten runt Colonia Agrícola består till största delen av jordbruksmark.